# Masa zredukowana
Masa zredukowana – wielkość służąca do opisu układu oddziałujących ze sobą ciał. W przypadku np. dwóch mas oddziałujących ze sobą grawitacyjnie przyjmuje ona postać:
{\displaystyle {\frac {1}{\mu }}={\frac {1}{m_{1}}}+{\frac {1}{m_{2}}},}
gdzie:
{\displaystyle \mu } – masa zredukowana,
{\displaystyle m_{1},} {\displaystyle m_{2}} – masy składników.
Masa zredukowana pozwala na zapisanie np. energii kinetycznej dwóch ciał w formie
{\displaystyle E={\frac {1}{2}}\mu v^{2},}
czyli tak, jak dla pojedynczego ciała. Układ odniesienia, w którym nowy obiekt – masa zredukowana, porusza się, związany jest z jednym z rzeczywistych ciał. Innymi słowy: środek układu współrzędnych jest zaczepiony w punkcie, w którym znajduje się jedno z ciał. Zatem z punktu widzenia tego właśnie ciała, to druga masa porusza się i to z jej ruchem związana jest prędkość w powyższym wzorze. Z punktu widzenia unieruchomionego w początku układu współrzędnych ciała, drugie ciało porusza się tak jakby jego masą była masa zredukowana.